# Macrozamia fearnsidei
Macrozamia fearnsidei är en kärlväxtart som beskrevs av David Lloyd Jones. Macrozamia fearnsidei ingår i släktet Macrozamia och familjen Zamiaceae. IUCN kategoriserar arten globalt som livskraftig. Inga underarter finns listade i Catalogue of Life.